# C1QTNF6
C1QTNF6 (англ. C1q and TNF related 6) – білок, який кодується однойменним геном, розташованим у людей на довгому плечі 22-ї хромосоми. Довжина поліпептидного ланцюга білка становить 259 амінокислот, а молекулярна маса — 28 669.
| 10         |  | 20         |  | 30         |  | 40         |  | 50         |
| ---------- |  | ---------- |  | ---------- |  | ---------- |  | ---------- |
| MGTAALGPVW |  | AALLLFLLMC |  | EIPMVELTFD |  | RAVASGCQRC |  | CDSEDPLDPA |
| HVSSASSSGR |  | PHALPEIRPY |  | INITILKGDK |  | GDPGPMGLPG |  | YMGREGPQGE |
| PGPQGSKGDK |  | GEMGSPGAPC |  | QKRFFAFSVG |  | RKTALHSGED |  | FQTLLFERVF |
| VNLDGCFDMA |  | TGQFAAPLRG |  | IYFFSLNVHS |  | WNYKETYVHI |  | MHNQKEAVIL |
| YAQPSERSIM |  | QSQSVMLDLA |  | YGDRVWVRLF |  | KRQRENAIYS |  | NDFDTYITFS |
| GHLIKAEDD  |  |            |  |            |  |            |  |            |

A: Аланін

C: Цистеїн

D: Аспарагінова кислота

E: Глутамінова кислота

F: Фенілаланін

G: Гліцин

H: Гістидин

I: Ізолейцин

K: Лізин

L: Лейцин

M: Метіонін

N: Аспарагін

P: Пролін

Q: Глутамін

R: Аргінін

S: Серин

T: Треонін

V: Валін

W: Триптофан

Задіяний у такому біологічному процесі, як альтернативний сплайсинг. 
Секретований назовні.